# Parafia cywilno-wojskowa św. Józefa Oblubieńca Najświętszej Maryi Panny w Legionowie
Parafia cywilno-wojskowa św. Józefa Oblubieńca Najświętszej Maryi Panny w Legionowie – parafia rzymskokatolicka należąca do dekanatu legionowskiego, diecezji warszawsko-praskiej, metropolii warszawskiej Kościoła katolickiego oraz, jako parafia wojskowa, jest dekanatu Inspektoratu Wsparcia Sił Zbrojnych. Do roku 2012 parafia należała do Warszawskiego Dekanatu Wojskowego). 

## Historia
Powstała w 1984 z podziału parafii św. Jana Kantego w Legionowie. Kościół został zbudowany w latach 90. XX wieku.
Z parafii w 2012 roku został wydalony ksiądz Jacek S. skazany na 10 lat więzienia, 88 tys. zł odszkodowania dla 13 ofiar wraz z 15-letnim zakazem zbliżania się do nich i dożywotni zakaz jakiejkolwiek pracy z dziećmi za kilkanaście przestępstw seksualnych m.in. gwałt i pedofilię wobec kilkunastu chórzystek z kościoła garnizonowego, nakłanianie do aborcji jednej ze swoich ofiar, zorganizowanie i sfinansowanie nielegalnego zabiegu oraz nielegalne posiadanie broni.

## Proboszczowie
- Po II wojnie światowej wieloletnim proboszczem wojskowej parafii był ks. Jan Mrugacz[5][3].
- ks. płk Zenon Pawelak (2012-2019)[6]
- ks. kan. pplk Marcin Czeropski (2019- )[7]